# Photopectoralis panayensis
Photopectoralis panayensis är en fiskart som först beskrevs av Arika Kimura och Dunlap 2003.  Photopectoralis panayensis ingår i släktet Photopectoralis och familjen Leiognathidae. Inga underarter finns listade i Catalogue of Life.